# The Show Down
The Show Down è un film muto del 1917 diretto da  Lynn F. Reynolds. Prodotto e distribuito dalla Universal Film Manufacturing Company, aveva come interpreti Myrtle Gonzalez, George Hernandez, Arthur Hoyt, George Chesebro, Edward Cecil, Jean Hersholt e Art Acord.

## Trama
Un piccolo gruppo di naufraghi si salva su un'isola dopo che il transatlantico su cui erano imbarcati come passeggeri è stato affondato da un sottomarino tedesco. I duri problemi di sopravvivenza che devono affrontare mettono a nudo le loro vere nature: il milionario John Benson rivela, sotto una rude scorza, uno spirito gentile e premuroso; il filantropo Oliver North si dimostra, al contrario, meschino; il coraggioso Langdon Crane è, invece, un vigliacco. La bella Lydia si farà conquistare dall'attivismo e dalla dinamicità di Robert Curtis. Quando arriveranno i soccorsi, Lydia e Robert avranno scoperto di amarsi.

## Produzione
Il film fu prodotto dall'Universal Film Manufacturing Company (con il nome Bluebird Photoplays). Venne girato negli Universal Studios, al 100 di Universal City Plaza con il titolo di lavorazione Back to the Primitive.

## Distribuzione
Distribuito dall'Universal Film Manufacturing Company (con il nome Bluebird Photoplays), il film uscì nelle sale cinematografiche statunitensi il 13 agosto 1917.